# Kolečkový zámek

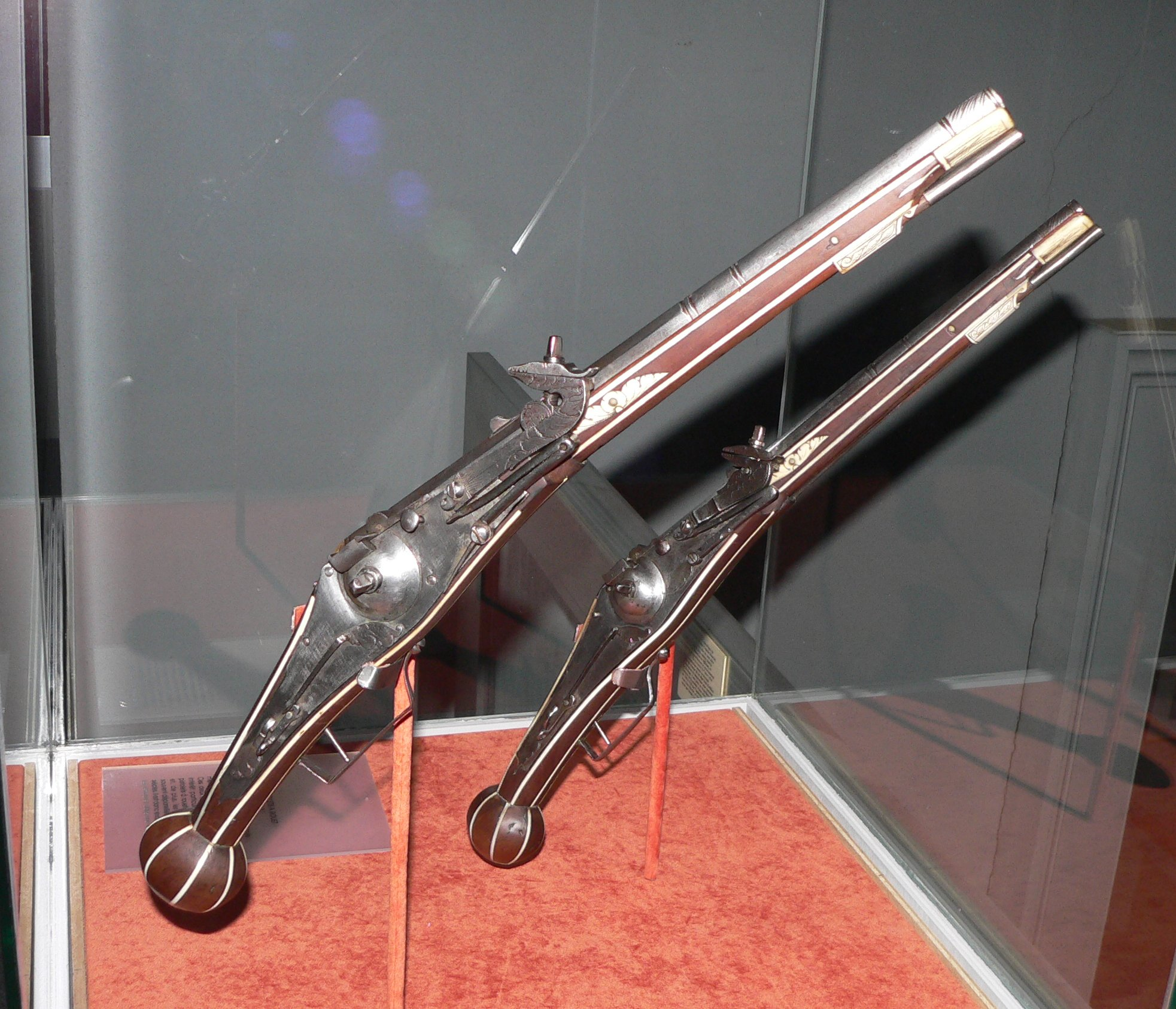
Kolečkové pistole, muzeum umění a historie Neuchâtelu

Kolečkový zámek je typ spoušťového mechanismu na středověkých palných zbraních nabíjených zepředu. Její princip je zhruba podobný mechanismu v dnešních zapalovačích.
Vynález zámku se připisuje norimberskému hodináři Johannu Kiefussovi, podle jiných pramenů byl ale původním autorem Leonardo da Vinci. První kolečkové zámky se začaly používat začátkem 16. století, ale protože byly příliš komplikované a drahé, výrazněji se nerozšířily a později byly vytlačeny křesadlovými zámky.

## Princip
Zapalovací mechanismus sloužil, podobně jako u všech předovek, k zapálení střelného prachu na pánvičce umístěné poblíž hlavně a k přenosu ohně přes malý otvor, tzv. zátravku, na prachovou nálož v hlavni.
Hlavní částí mechanismu bylo ocelové, po obvodu zdrsněné kolečko, které bylo spojeno se silnou listovou pružinou. Mělo ve středu čtyřhranný otvor, kterým se dalo pomocí klíče natahovat, podobně jako mechanické hodinky. Kolečko bylo umístěno na boku zbraně, nad ním byl pohyblivý kohoutek, ve kterém byl upevněn pyrit nebo pazourek. Kohoutek byl zajištěn v "bezpečné" poloze dále od kolečka a pánvičky.
V bojové situaci se kohoutek přesunul nad pánvičku. Po stisknutí spouště se roztočilo kolečko, z pánvičky se odsunul případný kryt a kohoutek se přitiskl na kolečko. Pyrit na roztočeném kolečku vykřesal jiskry, které zažehly prach na pánvičce, vzniklý oheň prohořel (prošlehnul) zátravkou do hlavně a zápálil zde prachovou náplň. Plyny vzniklé hořením střelného prachu vymetly střelu.

## Výhody a nevýhody
Kolečkový zámek vylepšil odolnost zbraně vůči dešti a odstranil zápach a záři charakteristickou pro doutnající doutnák doutnákového zámku. Jelikož na pánvičce se střelným prachem byl kryt, zbraň s kolečkovým zámkem bylo možné po natažení pružiny ukrýt například pod oblečení. Na kolečkovém zámku se již objevily první pojistky. Tento zámek umožnil vznik kompaktnějších palných zbraní s ovládáním jednou rukou - pistolí.
Jelikož kolečkový zámek byl komplikovaný a náročný na preciznost, zbraně s tímto typem zámku byly velmi drahé a málo rozšířené. Nejčastěji byly používány jako lovecké zbraně pro šlechtu.